# ÖBB Cityjet

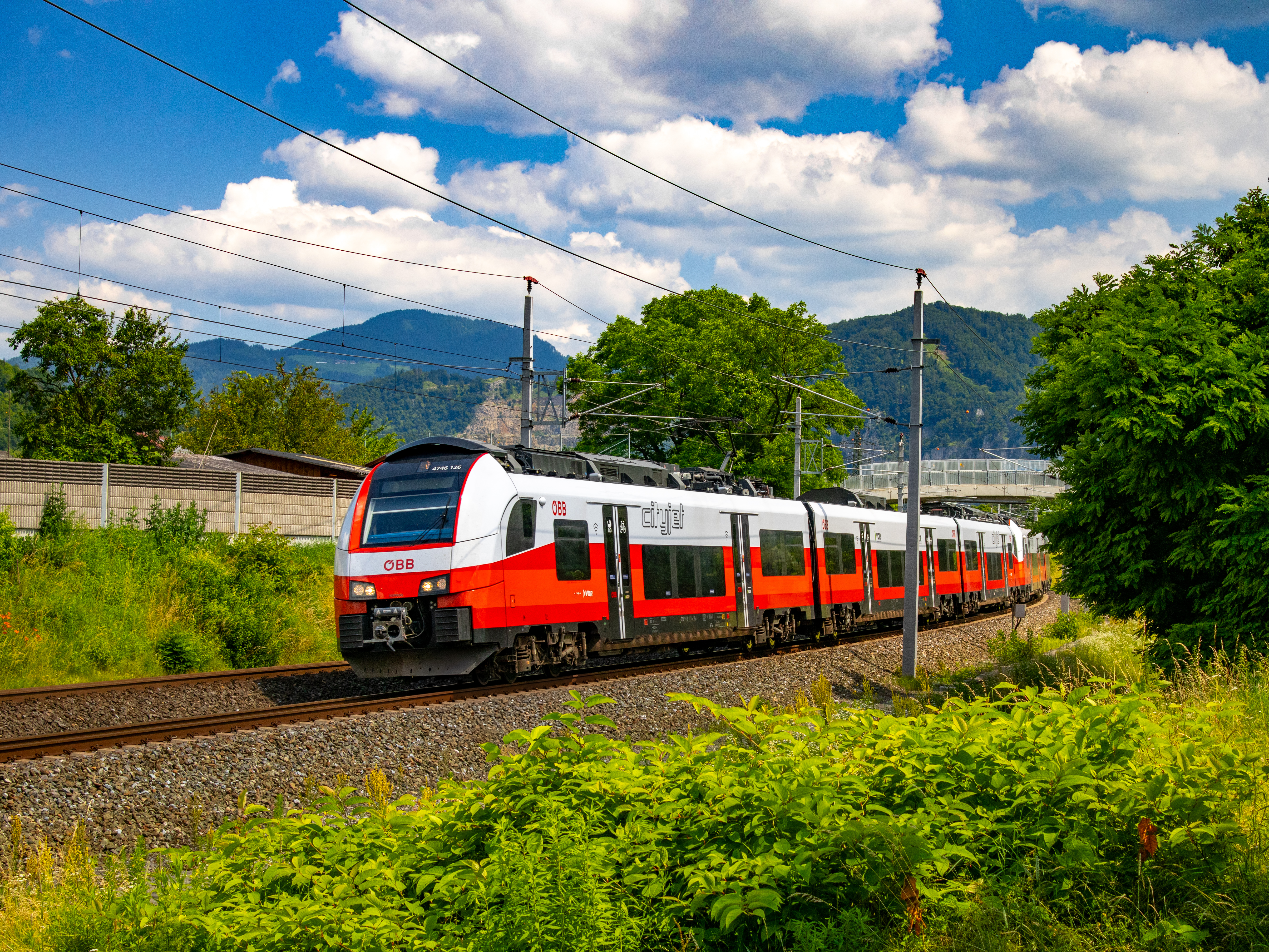
Desiro ML (4746 126) im Cityjet-Design

Cityjet (auch cityjet) ist eine Marke und ein Design der Österreichischen Bundesbahnen (ÖBB), welches für Nahverkehrszüge verwendet wird. Zunächst mit der Auslieferung der Reihen ÖBB 4744 und 4746 ab 2015 eingeführt und anfangs nur für diese Triebzüge verwendet, wurde in den darauf folgenden Jahren die Bezeichnung Cityjet als auch das Cityjet-Design auf weitere Fahrzeuge ausgeweitet. Es stellt somit das aktuelle Corporate Design für den S-Bahn- und Regionalverkehr bei den ÖBB dar, welches als Gegenstück zum Railjet im Fernverkehr steht. Es ist damit der Nachfolger des grau-roten Schrägdesigns Corporate Redesign-2000.
Am 15. Dezember 2019 wurde als neue Nahverkehrszuggattung der Cityjet Xpress (CJX) eingeführt, wodurch der Markenname auch als Zuggattung und seit Dezember 2020 auch als Teil der Liniennummer (z. B. CJX5) Verwendung findet. Diese bezeichnet – analog zum Railjet Xpress (RJX) im Fernverkehr – die schnellste Kategorie von Nahverkehrszügen im österreichischen Regionalverkehr.

## Details
Das Branding und Design, inklusive Innendesign, wurde von Spirt Design und den ÖBB entworfen.
Die Züge sind in einem rot-weißen Design gestaltet, wobei die obere Hälfte in weiß und die untere Hälfte mit horizontal verlaufenden Streifen in verschiedenen Rottönen ausgeführt ist. Der unterste Teil des Wagenkastens, die Fensterbänder und die Türen sind schwarz lackiert, wobei sich an den Türen im Bereich der Knöpfe zum Öffnen der Tür ein vertikaler weißer Streifen befindet, um den Kontrast zu erhöhen. An der Front ist vom Dach bis zum Führerstandsfenster die schwarze Farbe ebenso durchgezogen und an den beiden Seiten und unten von einem roten Streifen umrandet, welcher bei manchen Fahrzeugen die Dachkante entlang über das ganze Fahrzeug weitergezogen wird.
| Farbton                       | Einsatz                                                                            |
| ----------------------------- | ---------------------------------------------------------------------------------- |
| RAL DS 260 90 05 (Milchblau)  | obere Hälfte des Wagenkastens                                                      |
| RAL 3020 Verkehrsrot          | untere Hälfte des Wagenkastens                                                     |
| NCS S 0585-Y80R               | untere Hälfte des Wagenkastens                                                     |
| RAL DS 040 50 70 (Pompejirot) | untere Hälfte des Wagenkastens                                                     |
| RAL 3020 Verkehrsrot          | untere Hälfte des Wagenkastens                                                     |
| RAL 9004 Signalschwarz        | Türen, Bereiche um die bzw. Umrandungen der Fenster, unterer Rand des Wagenkastens |
| RAL 3020 Verkehrsrot          | Umrandung des Führerstands, ÖBB-Logo                                               |
| RAL 7045 Telegrau 1           | cityjet-Schriftzug                                                                 |
| RAL 7022 Umbragrau            | Fahrwerk bzw. Drehgestelle, Aufbauten und Bauteile                                 |

Im Innenraum dominieren rot-graue Sitze und Grautöne abwechselnd mit Holzfurnier das Erscheinungsbild.

## Fahrzeuge im Cityjet-Design

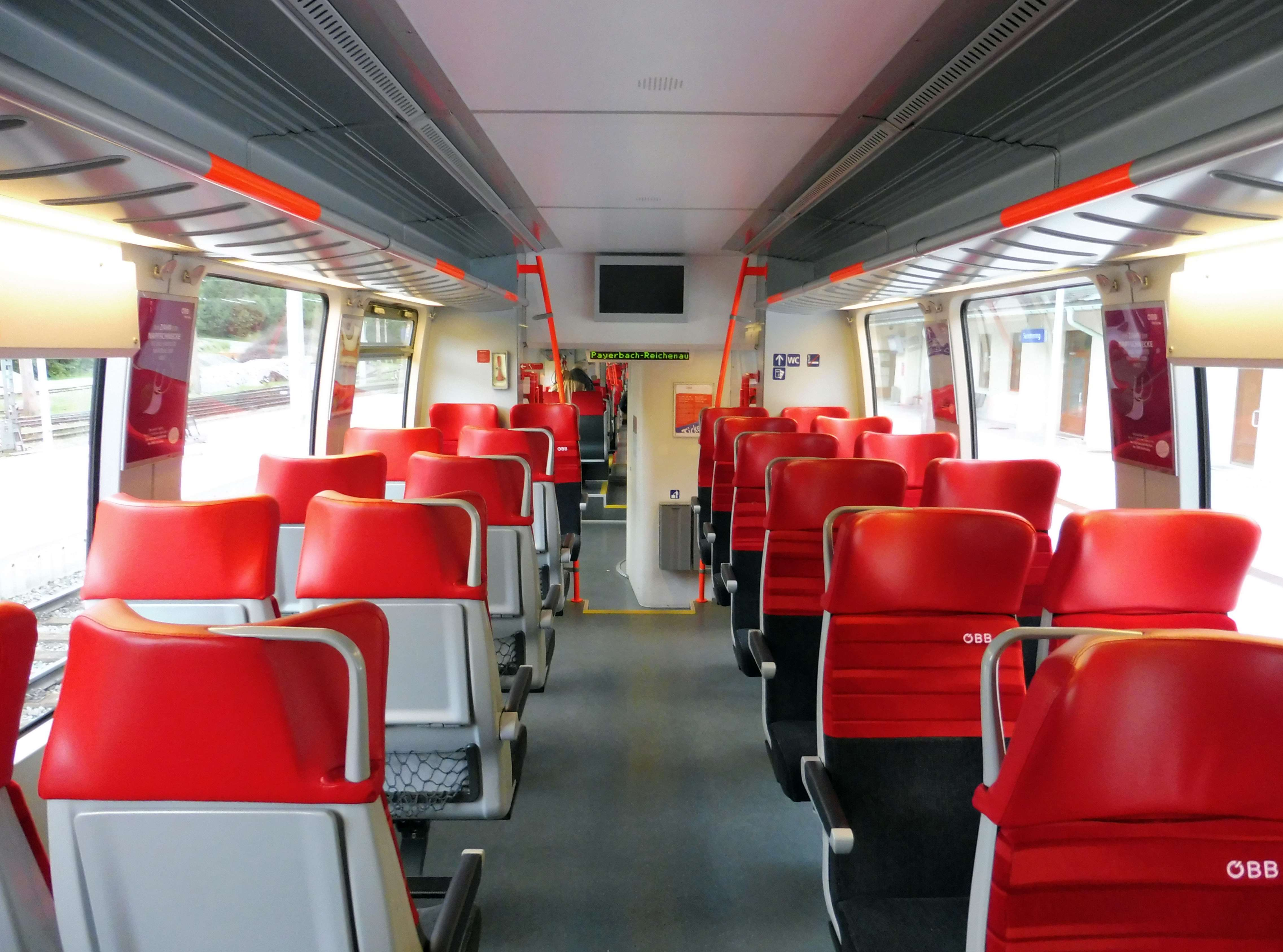
Komfortzone eines umgebauten 4023

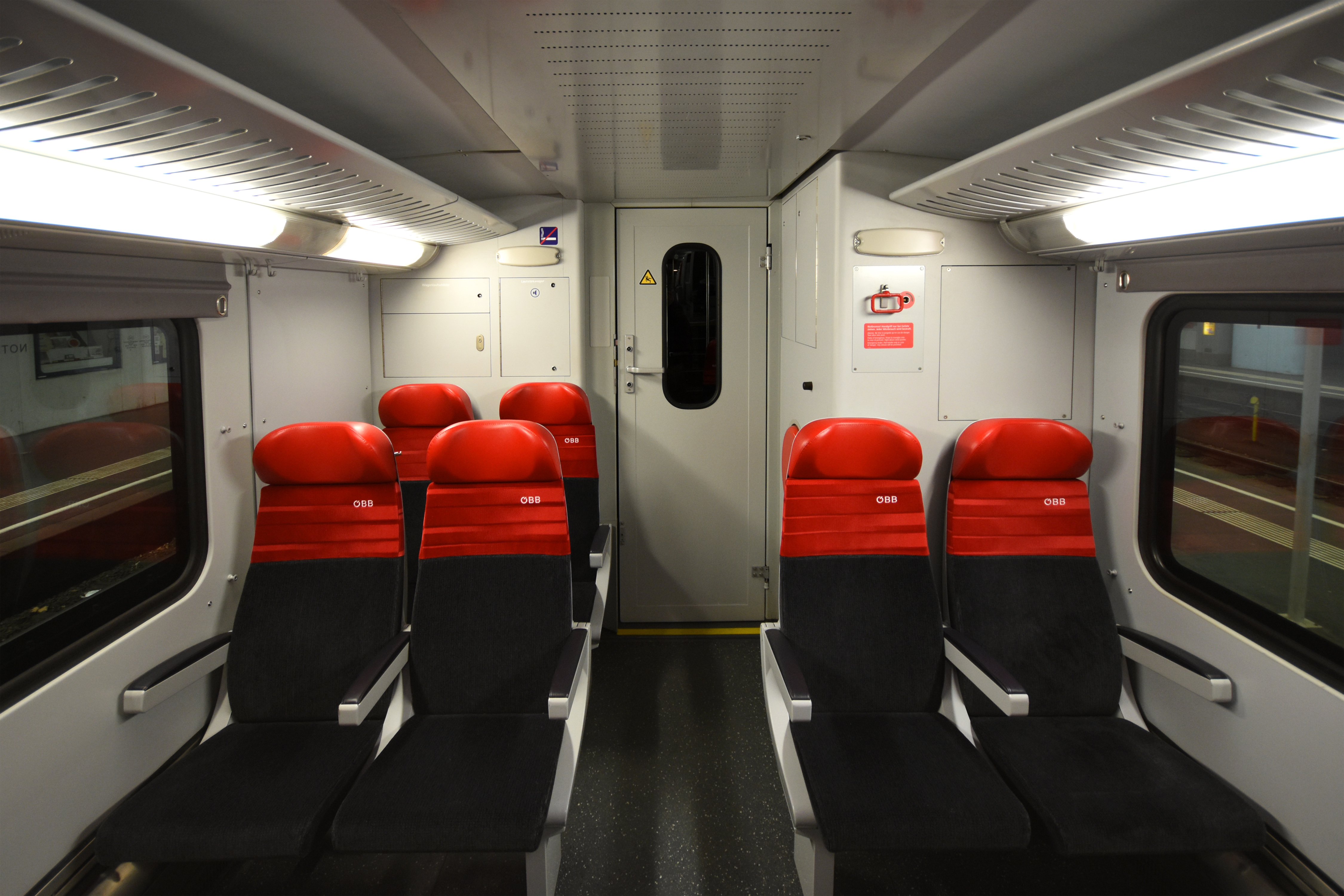
Innenraum eines umgestalteten Doppelstockwagens

Fahrzeuge, welche seit 2015 für den Einsatz im Nahverkehr beschafft wurden (Baureihen ÖBB 4744/4746 und neuer), sind bereits im Cityjet-Design ausgeliefert worden.
Darüber hinaus wurden weitere Fahrzeugbaureihen der Nahverkehrsflotte der ÖBB ins Cityjet-Design umlackiert. Im Zuge dessen wurden baureihenspezifisch weitere Verbesserungen (neue Sitzbezüge oder Kopfpolster, Nachrüstung WLAN, Fahrgastinformationsmonitore oder Steckdosen) zeitgleich umgesetzt. Grundsätzlich wurden nur Fahrzeuge mit niederflurigen Einstiegen, WLAN und Klimatisierung mit dem Cityjet-Design versehen bzw. im Zuge des Redesigns nachgerüstet. Nicht nur Triebwägen, sondern auch sogenannte Wendezüge wurden umlackiert.
Das erste umgestaltete Fahrzeug war der 5022 001. Es wurde außen und innen in das Cityjet-Design umgewandelt (neue Sitzbezüge). Mit dem 4124 003 wurde außerdem der erste Elektrotriebwagen der Reihe 4124 fertig gestellt. Am 17. November 2017 wurden der 4746 006, der 5022 003 und der 4124 003 am Wiener Westbahnhof Im Cityjet-Design vorgestellt. Die erste Doppelstock-Wendezuggarnitur mit Steuerwagen 86-33 007 wurde bis November 2019 im Werk ÖBB-Technische Services St. Pölten umgestaltet, und ab Fahrplanwechsel am 15. Dezember 2019 auf der Franz-Josefs-Bahn eingesetzt. Passend zu den Doppelstock-Wendezuggarnituren wurde im Mai 2022 die Tauruslokomotive 1116 181 mit dem Cityjet-Design versehen.
| Reihe          | Fahrzeugfamilie                  | Cityjet-Design                   | Details |
| -------------- | -------------------------------- | -------------------------------- | --- |
| 4744/4746/4748 | Siemens Desiro ML                | ab Auslieferung                  | Ursprünglich im Schrägdesign vorgesehen |
| 4758           | Bombardier Talent 3              | ab Auslieferung                  | bei den ÖBB nur im Probebetrieb im Einsatz und keine Abnahme, für nachfolgende Einsätze in Deutschland bei anderen Betreiben wurden ein Teil des Rots sowie Wortmarken der ÖBB entfernt |
| 5022           | Siemens Desiro Classic           | umgestaltet                      | |
| 4023/4024/4124 | Bombardier Talent                | umgestaltet                      | ursprünglich mit zusätzlicher weißer Klebefolie unter den Scheinwerfern auf dem Führerstandsfenster                                                                                     |
| 26-33/86-33    | ÖBB Nahverkehrs-Doppelstockwagen | Upgrade läuft seit Dezember 2019 | |
| 1116 (Taurus)  | Siemens EuroSprinter             | Mai 2022, Einzelstück            | 1116 181, im Einsatz mit Doppelstockwagen |
| DB-BR 642      | Siemens Desiro Classic           | umgestaltet                      | Mietfahrzeuge, beklebt und ohne cityjet-Schriftzug |
| 4734/4736      | Stadler KISS                     | ab Auslieferung                  | Nahverkehrsvariante, noch nicht im Einsatz |
|                | Siemens Mireo                    | ab Auslieferung                  | Nahverkehrsvariante, noch nicht im Einsatz |
|                | Stadler Flirt Akku               | ab Auslieferung                  | noch nicht im Einsatz |

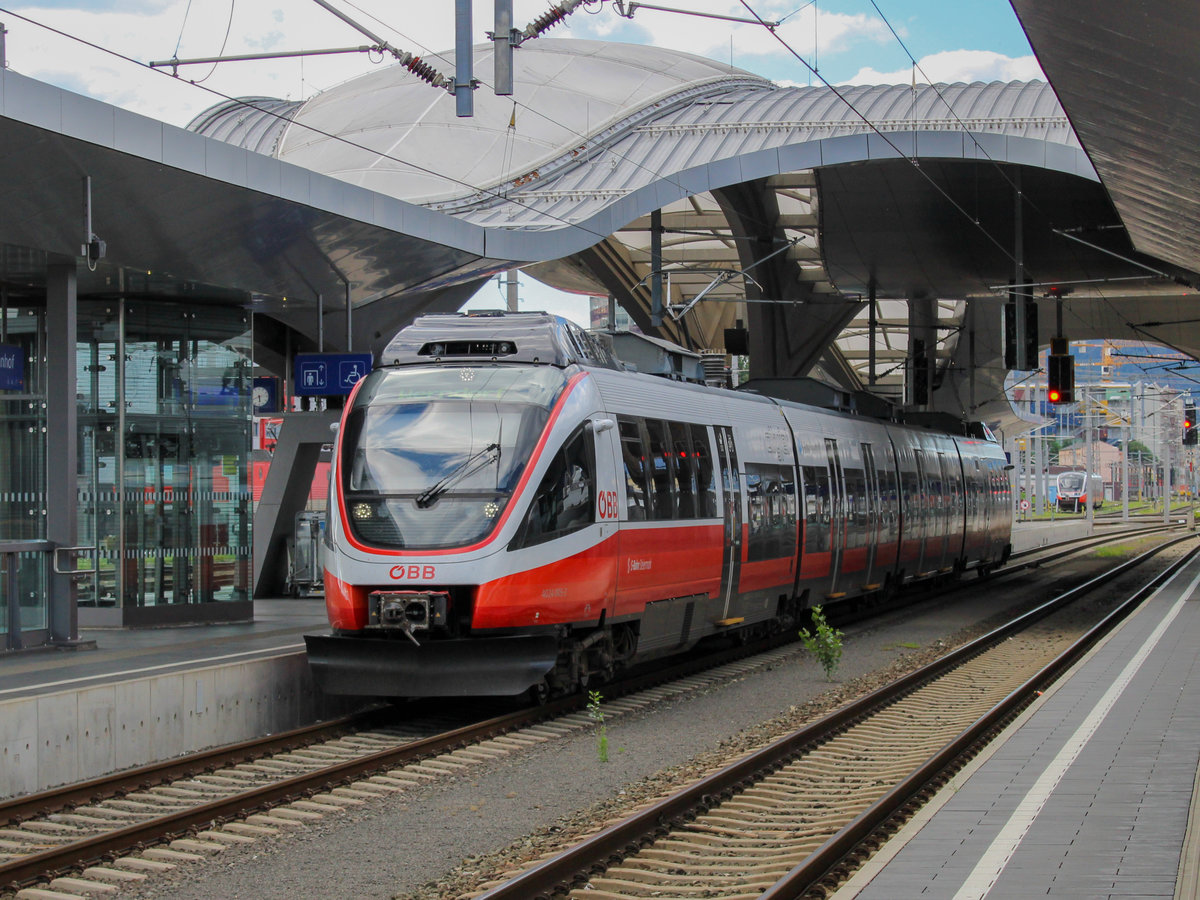
Talent 1 (Reihe 4024) nach Upgrade im Cityjet-Design am Grazer Hauptbahnhof
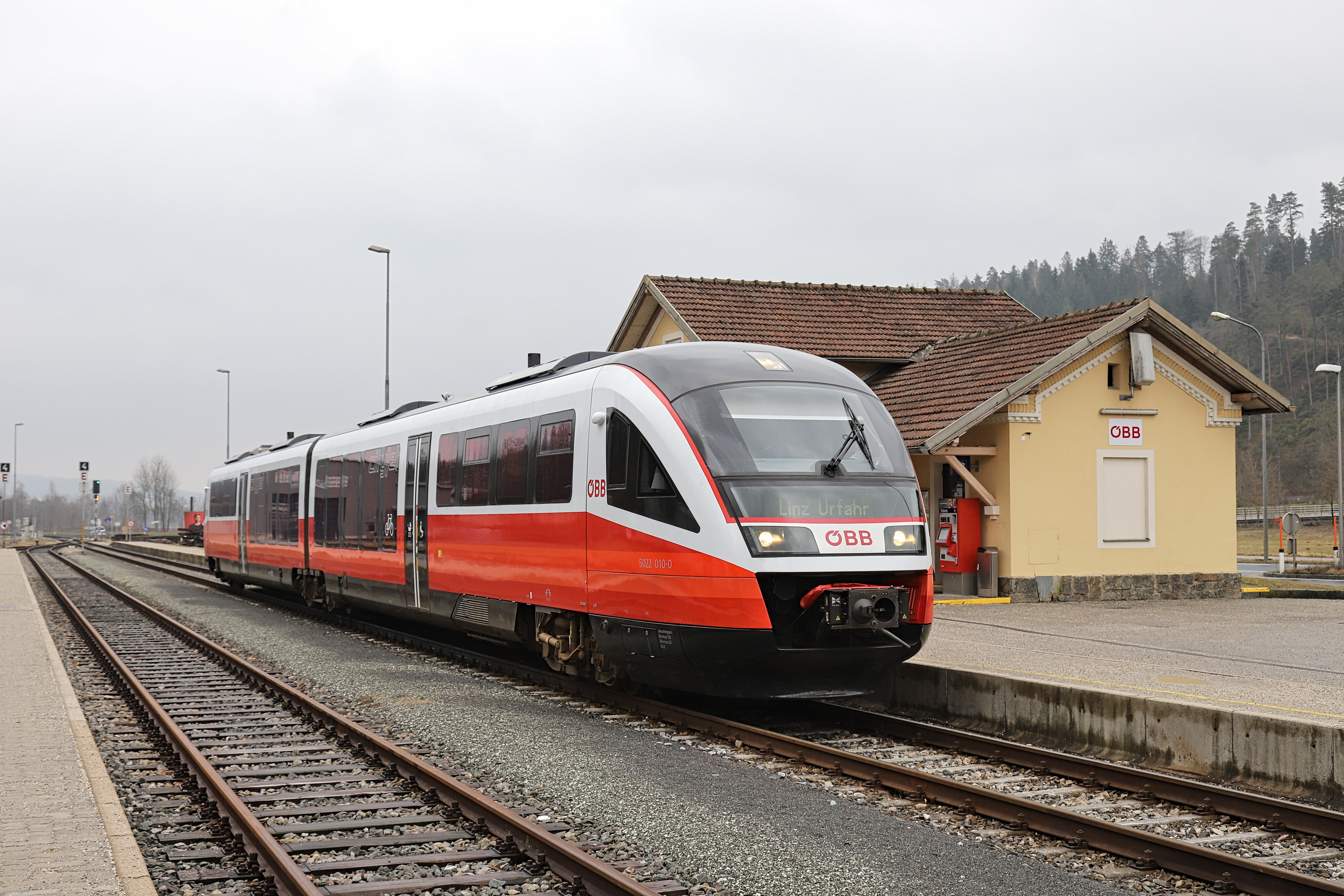
Desiro classic (5022 010) nach Upgrade ins Cityjet-Design
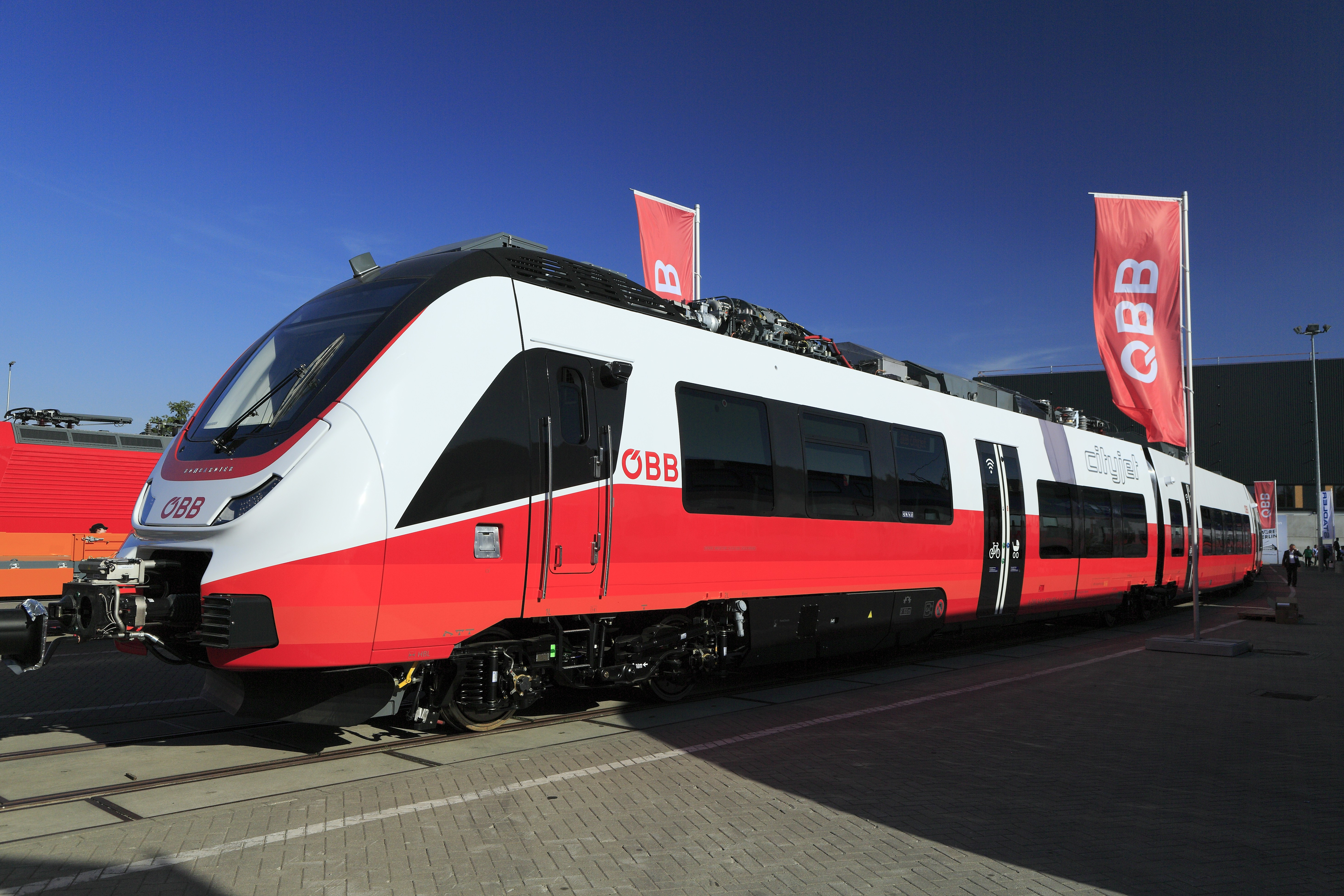
Von ÖBB nicht abgenommener Talent 3 (Reihe 4758) im Cityjet-Design
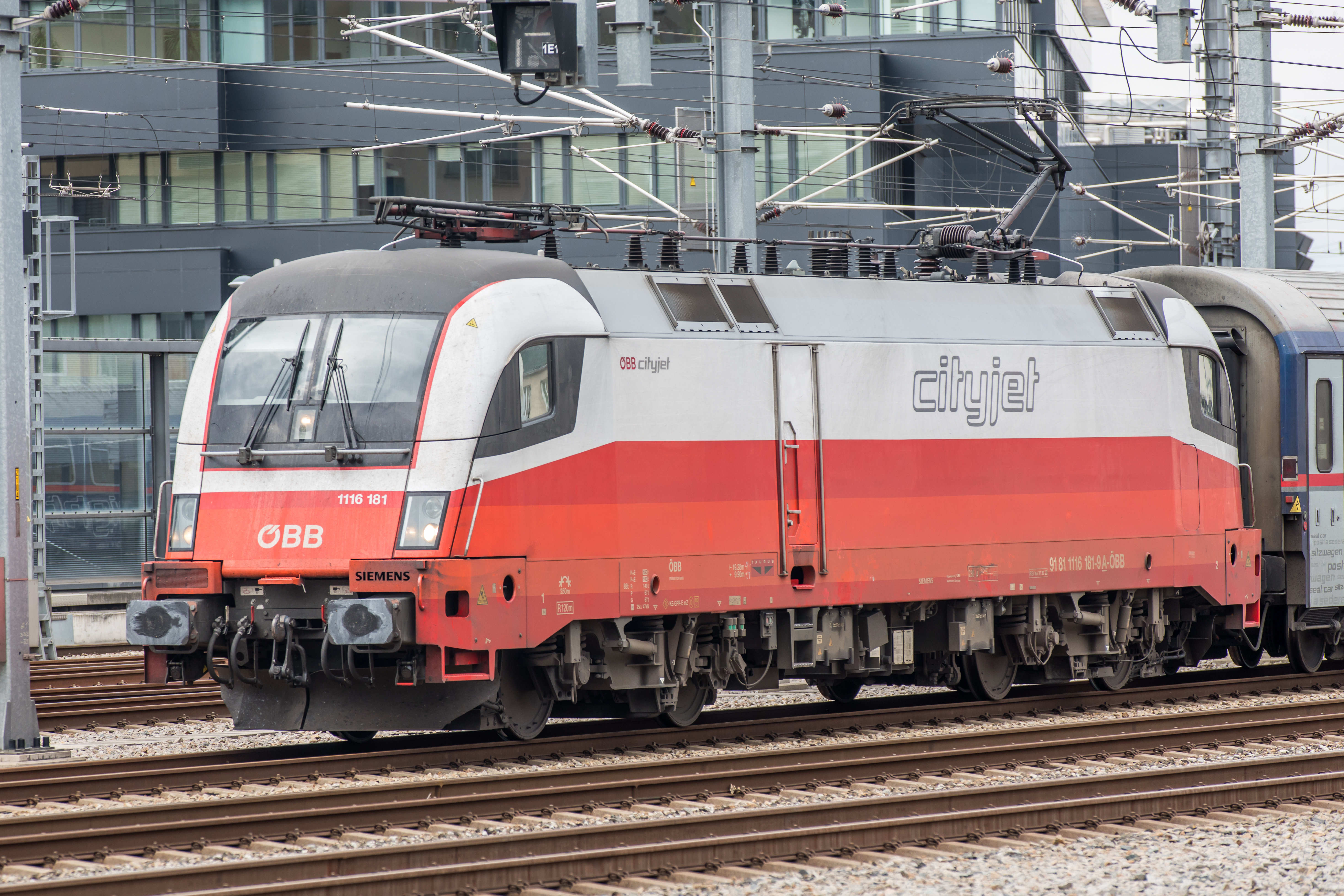
Taurus-Lokomotive 1116 181 im Cityjet-Design
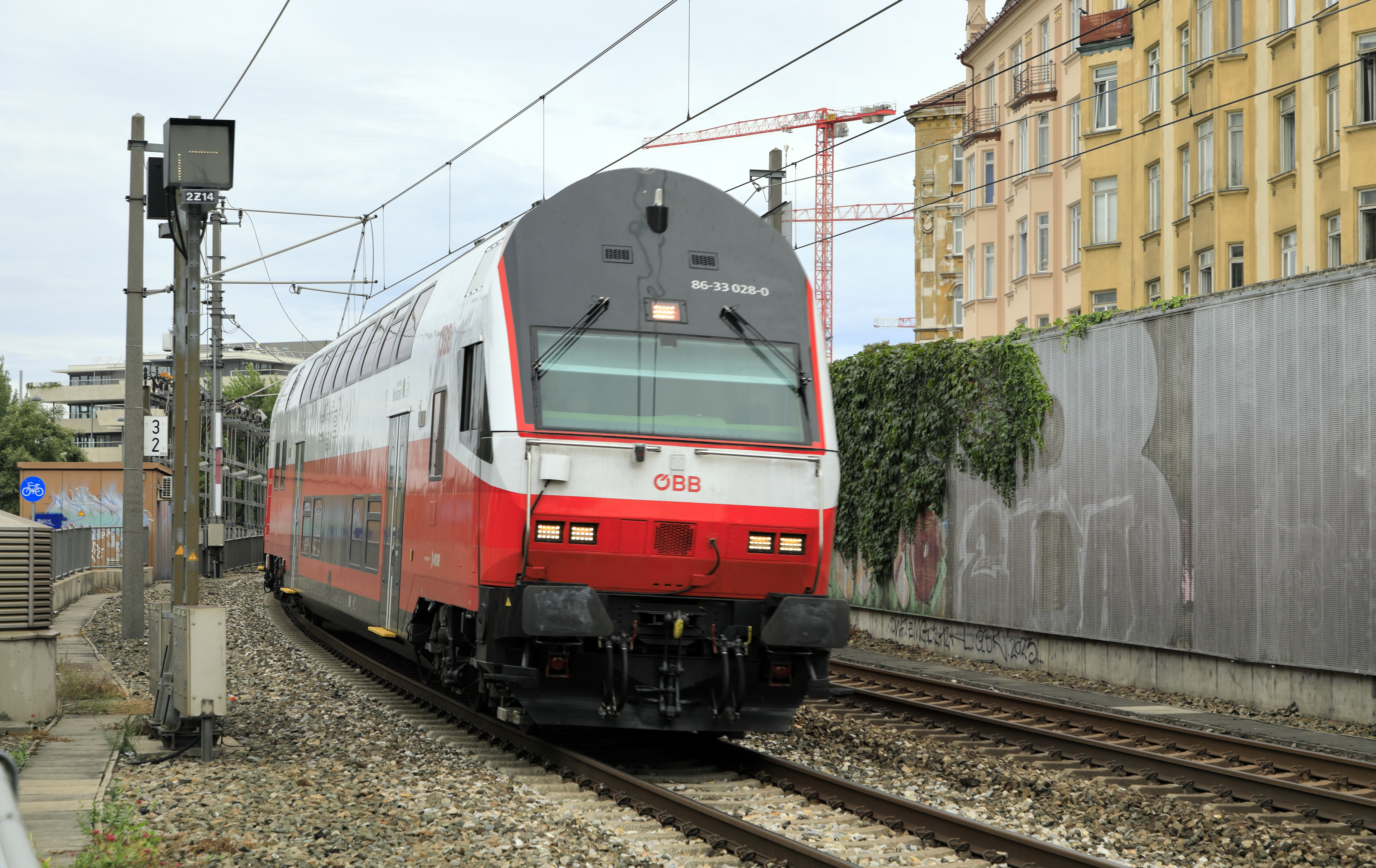
Umgestaltete Doppelstockgarnitur
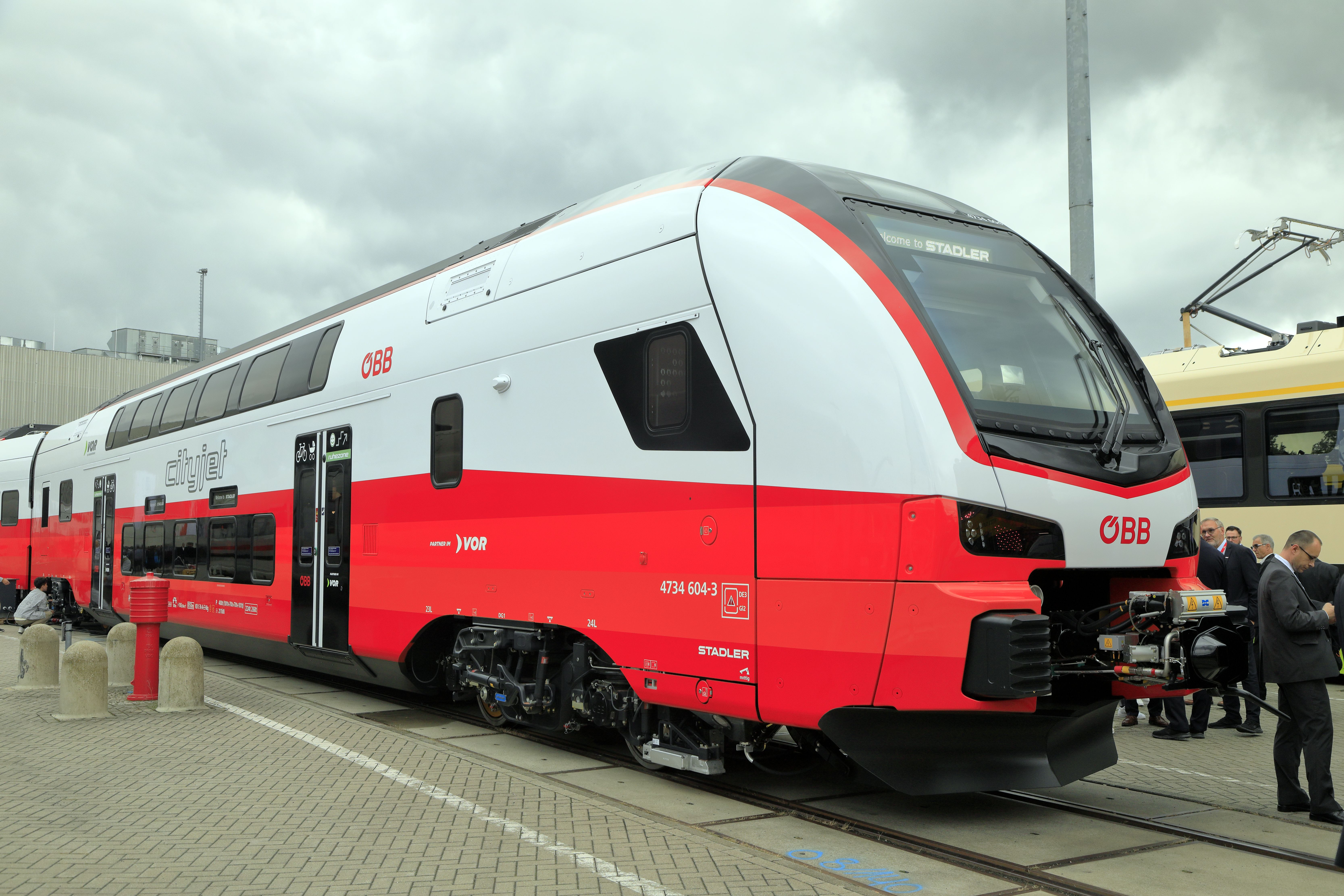
Doppelstocktriebwagen KISS (Reihe 4734) im Cityjet-Design

## Abwandlung des Cityjet-Designs
Für den Einsatz im Bundesland Tirol beschaffte Triebwagen der Baureihe 4758 (Talent 3) wurden mit einer abgewandelten Form des Cityjet-Designs mit roten Farbflächen in Form einer Bergsilhouette sowie einer grauen Fläche mit rotem Akzent an den Fahrzeugenden versehen. Diese Fahrzeuge wurden zwar gebaut, aber nicht übernommen und kamen nicht zum Einsatz. Bei der Ersatzbestellung der Reihe 4748 wurde diese Farbgebung für das Land Tirol beibehalten. Auch sind die Sitze in diesen Garnituren farblich anders, im dunklen Grau mit Bergsilhouetten, gestaltet.
Darüber hinaus wurden angemietete Desiro-Dieseltriebwagen der Reihe 642 in Cityjet-Farben foliert, allerdings ohne Cityjet-Schriftzug. Diese Züge kommen auf der Mattigtalbahn zum Einsatz und verfügen seitlich an den Fronten über die Farben des Salzburger Verkehrsverbundes.
Der Prototyp eines 2018 temporär zu einem Akkutriebwagen umgebauten Desiro ML (4746 049) wurde als cityjet eco bezeichnet und das Design mit grünen Elementen ergänzt.
Auch in anderen Bundesländern wie Oberösterreich oder Vorarlberg wurden Fahrzeuge im Cityjet-Design abgewandelt und mit regionalen Marken kombiniert.

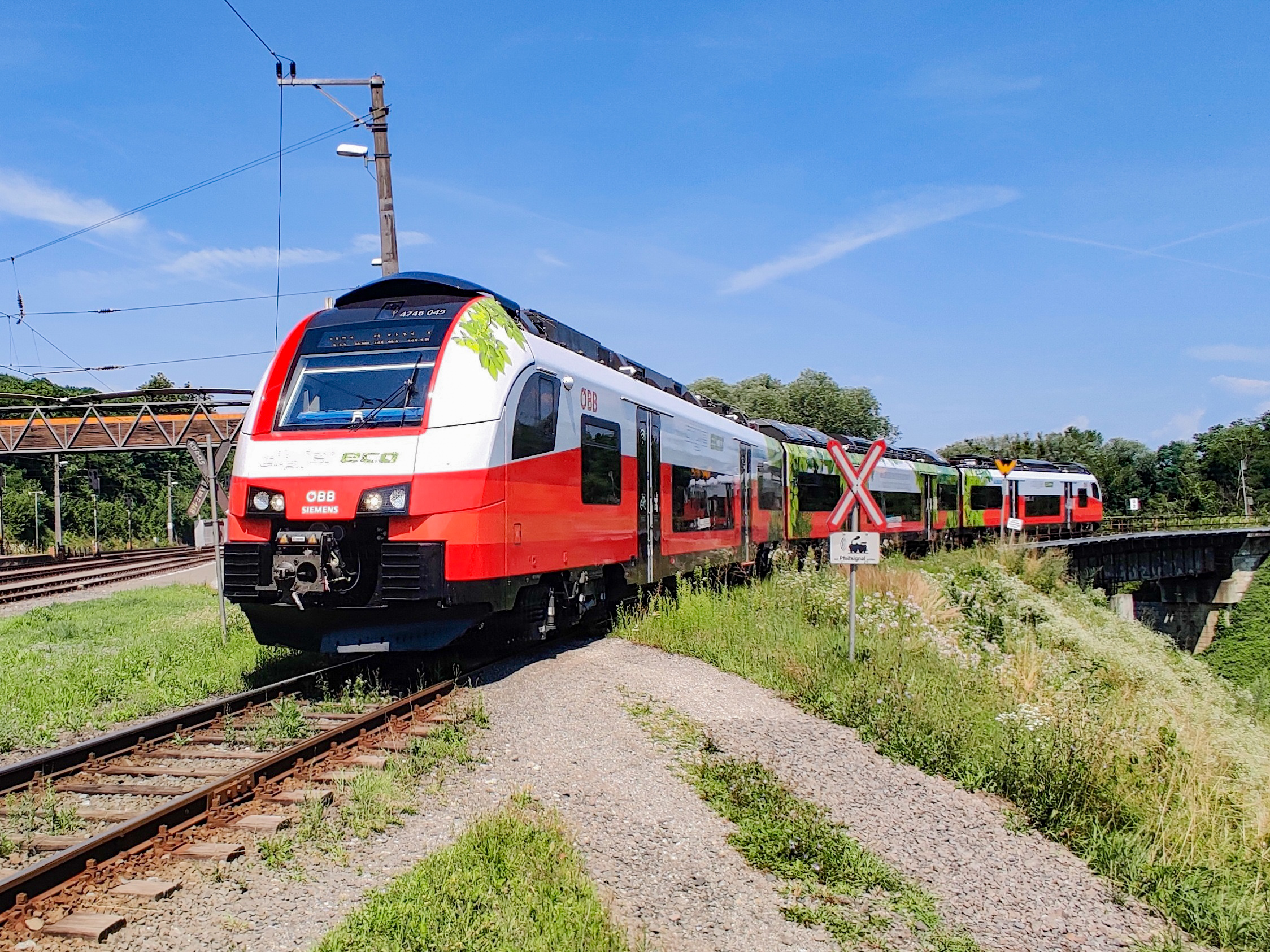
Cityjet eco
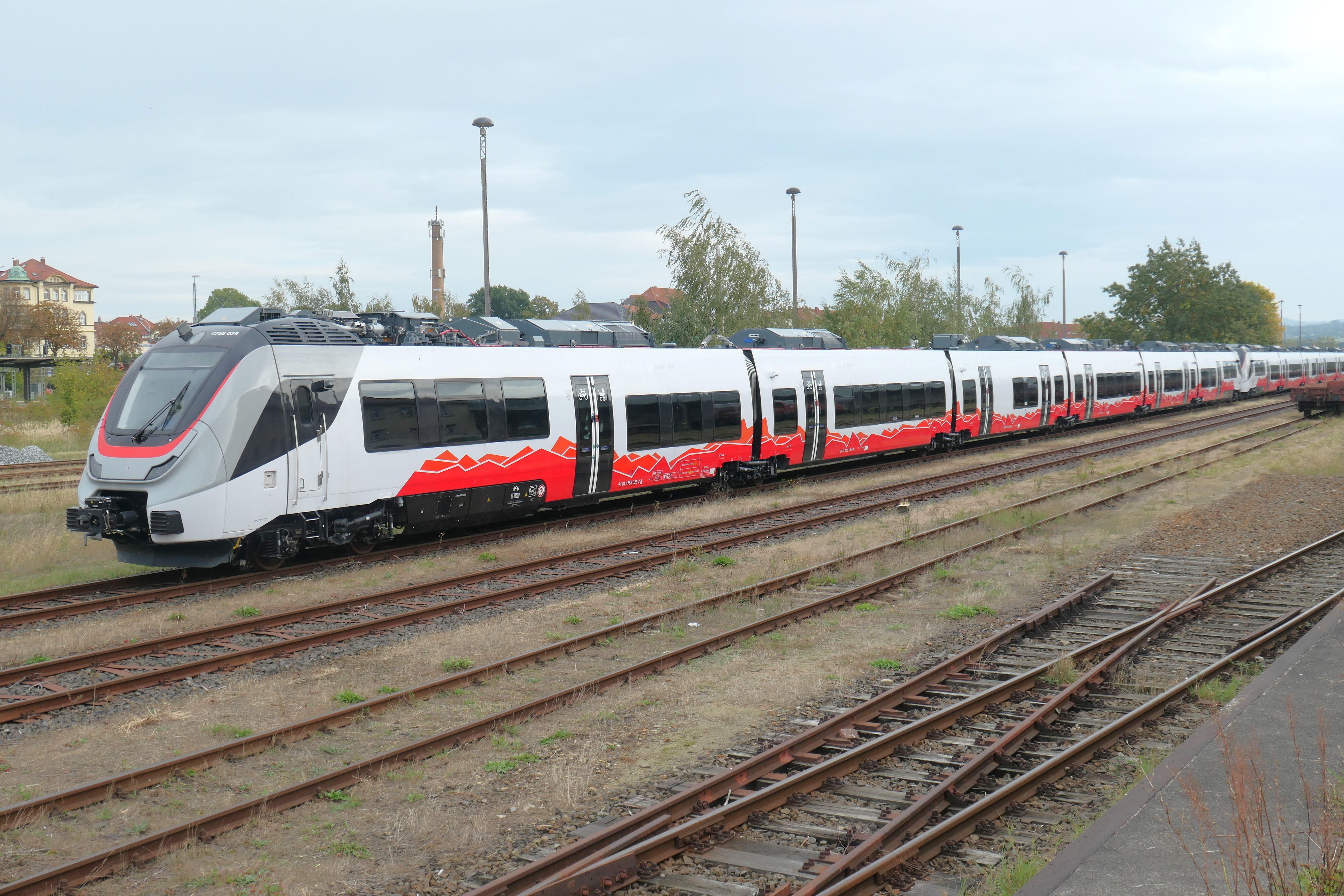
4758 (Talent 3) und…
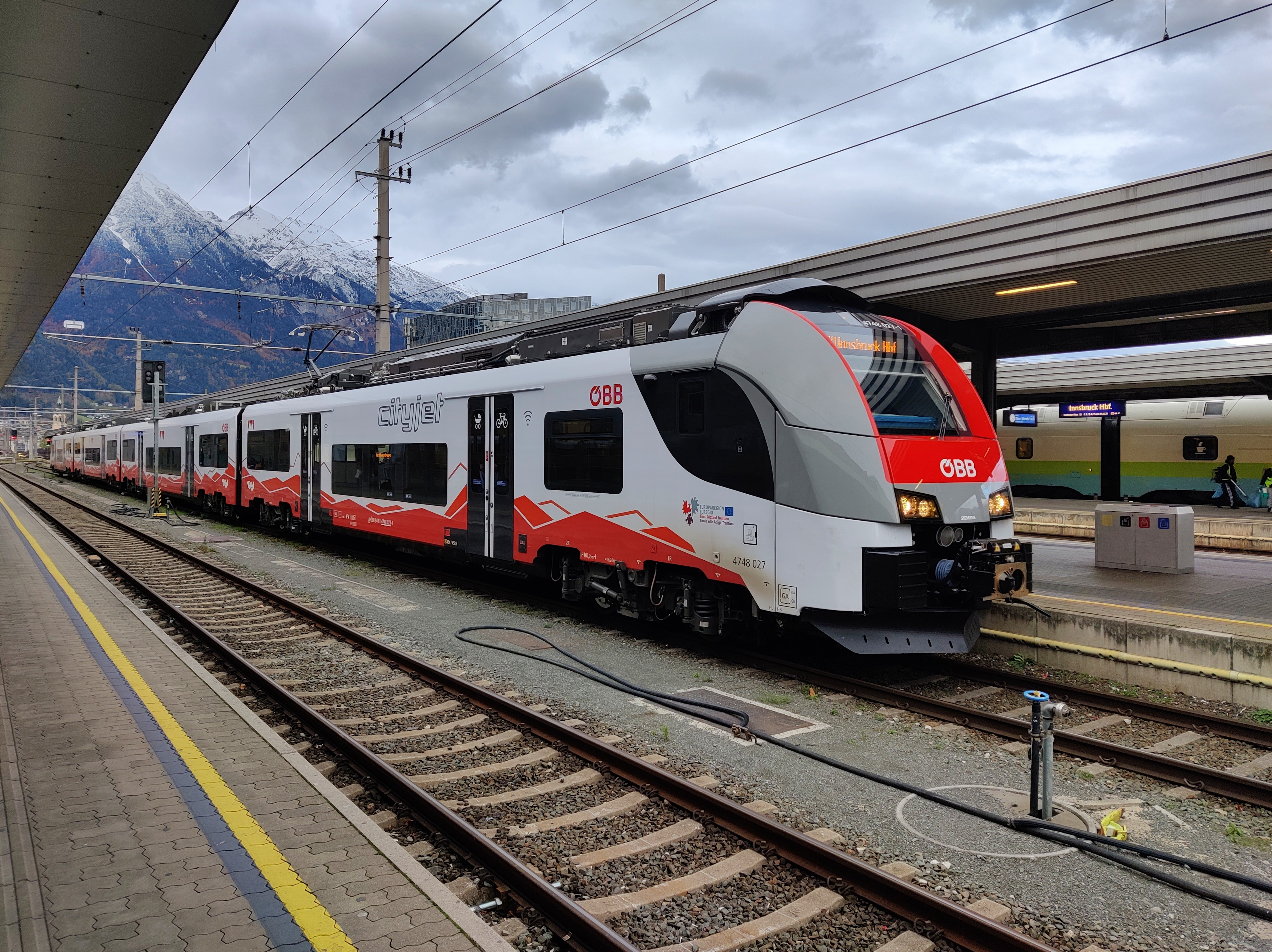
…4748 im abgewandelten Cityjet-Design für Tirol mit Bergshilouette.
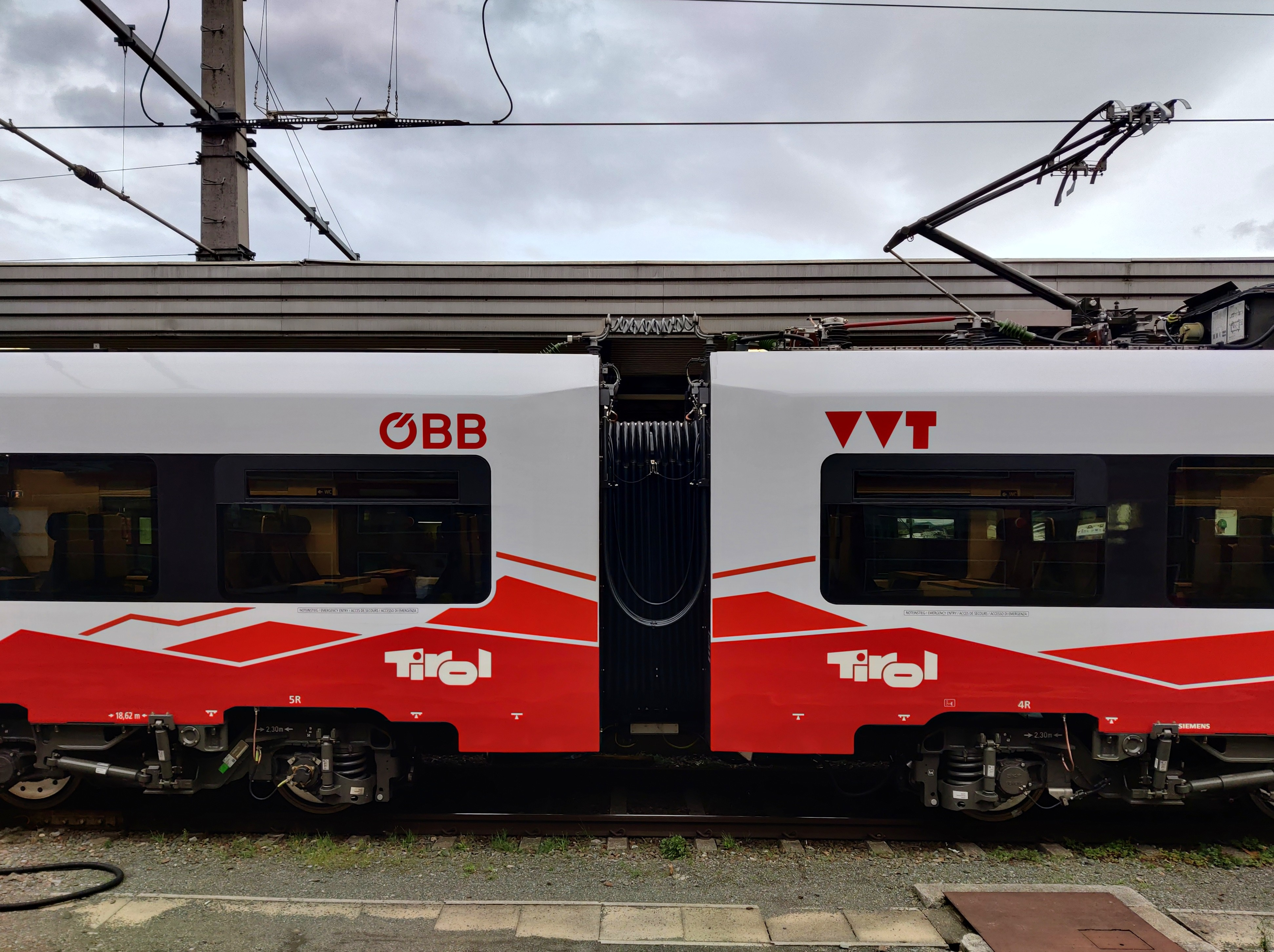
Detail des Tiroler Bergshilouetten-Designs am 4748.
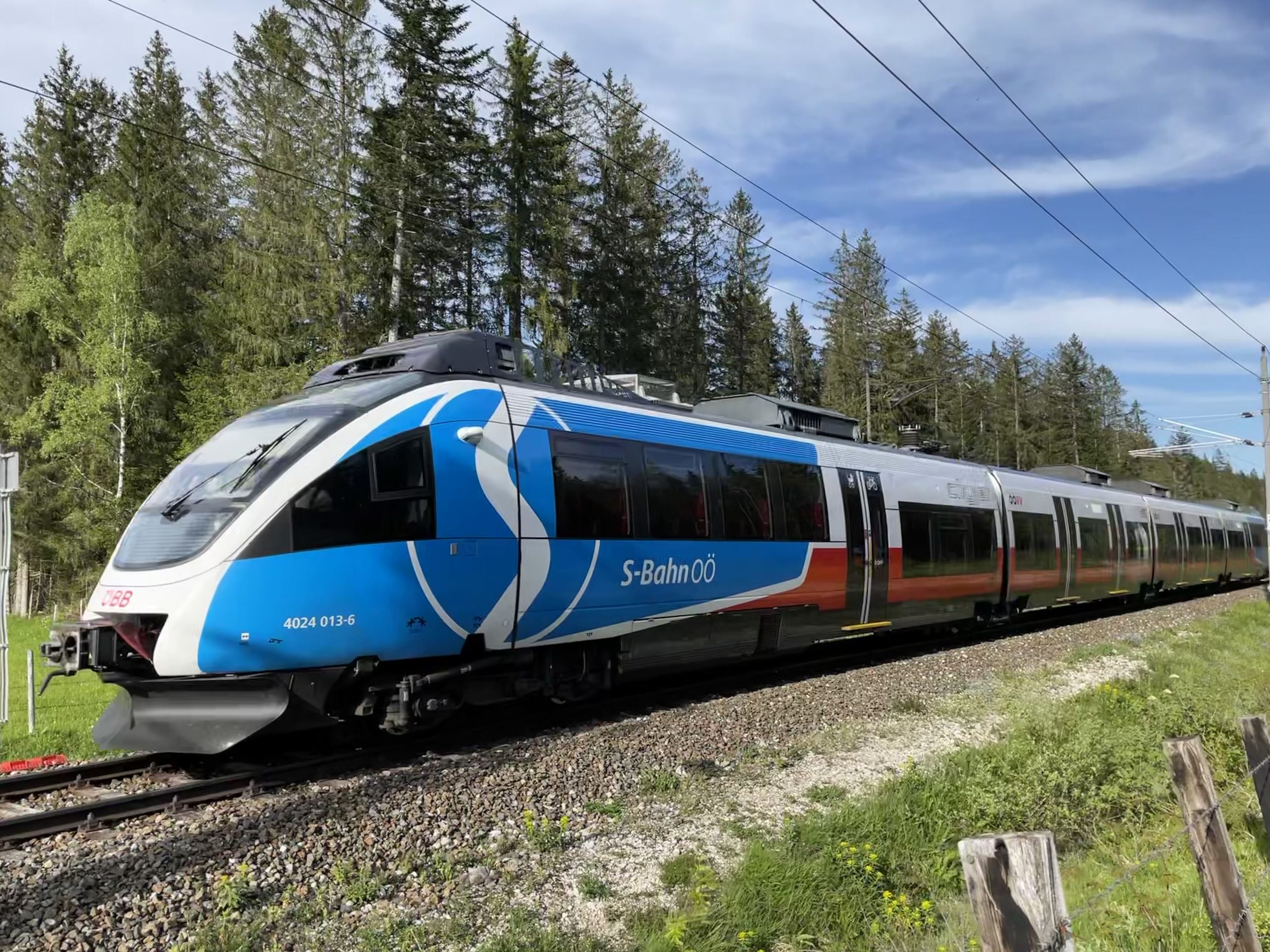
4024 (Talent 1) im S-Bahn OÖ-Design
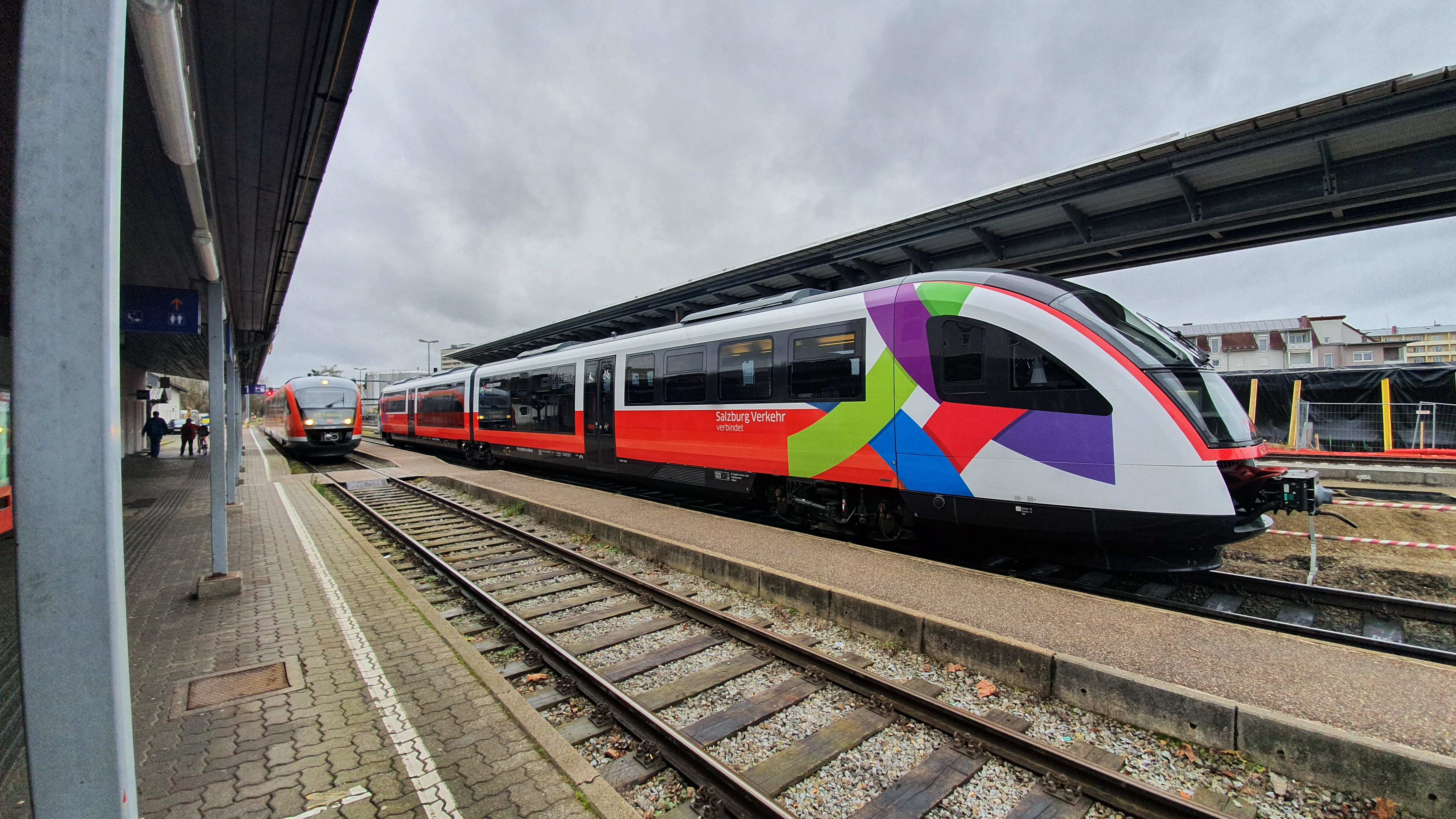
DB 642 in Cityjet-Lackierung mit Salzburg-Verkehr-Logos